# Пуштал
Пуштал (словен. Puštal) је насељено место у општини Шкофја Лока, Горењска регија, Словенија.

## Историја
До територијалне реорганизације у Словенији био је у саставу старе општине Шкофја Лока.

## Становништво
У попису становништва из 2011. године, Пуштал је имао 630 становника.
| Број становника према пописима | Број становника према пописима | Број становника према пописима |
| ------------------------------ | ------------------------------ | ------------------------------ |
| 1991                           | 2002                           | 2011                           |
| 552                            | 604                            | 630                            |

## Галерија
- замак "Пуштал"
- „Нацетова хиша“, стара горењска кућа
- мост на Сори
- детаљ